# Lauro Azzolini
Lauro Azzolini (Casina, 10 settembre 1943) è un terrorista e brigatista italiano, militante delle Brigate Rosse durante gli anni di piombo.
Appartenente al cosiddetto "gruppo reggiano" originario, entrò in clandestinità nel 1974 e fu coinvolto direttamente in numerosi eventi criminosi. Dirigente esperto soprattutto del settore logistico-operativo, dal 1976 fece parte del Comitato Esecutivo dell'organizzazione terroristica e svolse un ruolo importante nel processo decisionale e nelle scelte politiche prese dal gruppo terroristico nel corso del sequestro Moro. Arrestato nell'ottobre 1978 a Milano nell'appartamento di via Monte Nevoso, fu condannato all'ergastolo. Ha poi usufruito dei benefici previsti dalla legge che gli hanno permesso di lavorare fuori dal carcere, in regime di semilibertà, collaborando con una cooperativa che si occupa del settore disabili.

## Biografia

### Inizi e l'adesione alle Brigate Rosse
La sua militanza politica inizia come aderente prima alla FGCI e poi al CPOS (Collettivo Politico Operai Studenti), quest'ultimo fondato alla fine degli anni sessanta da alcuni giovani di Reggio Emilia, tra cui futuri brigatisti rossi come Alberto Franceschini, Prospero Gallinari, Roberto Ognibene, Fabrizio Pelli, Tonino Loris Paroli. In seguito, Azzolini si iscrive al PCI, e al contempo lavora come operaio presso la fabbrica Lombardini di Reggio Emilia, azienda produttrice di motori industriali.
La ribellione di Azzolini, secondo quanto da lui riferito in un'intervista concessa alla Gazzetta di Reggio il 19 gennaio 1984, ha inizio nel 1960 quando, allora diciassettenne aderente alla FGCI, partecipa a Reggio Emilia alla dimostrazione di piazza contro il governo Tambroni, durante la quale le forze dell'ordine esplosero vari colpi di arma da fuoco uccidendo cinque manifestanti, fatto poi noto come la strage di Reggio Emilia.
Entrato nelle BR nei primi anni settanta, nel settembre 1974, dopo l'arresto di Renato Curcio e Alberto Franceschini, entrò in clandestinità con il "nome di battaglia" di "Menco". Dopo un periodo di attività nella colonna brigatista di Torino, dal 1975 divenne dirigente della colonna di Milano e responsabile del Fronte logistico, il settore dell'organizzazione impegnato a procurare armi, basi e materiali. Poi entrò a far parte, insieme a Mario Moretti, Rocco Micaletto e Franco Bonisoli, del Comitato esecutivo, il massimo organo dirigente delle Brigate Rosse.

### La lotta armata con le Brigate Rosse
Partecipò a una serie di azioni terroristiche: insieme a Calogero Diana uccise il vicequestore Francesco Cusano (Biella, 1º settembre 1976); prese parte all'attacco alla Confapi di Ancona; nel 1977 era presente al ferimento di Indro Montanelli a Milano, a cui parteciparono anche Franco Bonisoli e Calogero Diana. Durante il sequestro Moro ricoprì ruoli direttivi, condividendo insieme agli altri componenti del Comitato esecutivo, Mario Moretti, Rocco Micaletto e Franco Bonisoli, tutte le decisioni fondamentali delle BR. In generale fu responsabile delle operazioni terroristiche intraprese dalle Brigate Rosse soprattutto nel periodo 1976-1978 in cui, come membro del Comitato esecutivo e del Fronte logistico, svolse un ruolo dirigente e organizzativo fondamentale.
Nel luglio 1978 Lauro Azzolini inavvertitamente smarrì a Firenze il suo borsello che conteneva, oltre alla pistola, documenti e appunti dell'organizzazione, una patente di guida, il libretto di circolazione di un motorino, un biglietto di uno studio dentistico e un mazzo di chiavi. Il borsello fu recuperato dalla forze dell'ordine e permise ai carabinieri, dopo una accurata e complessa indagine, di risalire al brigatista a Milano. Il nucleo antiterrorismo del generale Carlo Alberto dalla Chiesa individuò, fotografò e pedinò Azzolini nello studio dentistico e dal rivenditore del motorino; fu inoltre individuato a Milano l'appartamento corrispondente al mazzo di chiavi, in via Monte Nevoso. Il 1º ottobre 1978, assieme ad altri otto brigatisti, tra cui Franco Bonisoli, Antonio Savino e Nadia Mantovani, fu catturato a Milano poco fuori dalla base di via Monte Nevoso.
Nel 2000 Azzolini smentì pubblicamente le voci che lo additavano come infiltrato-spia al soldo del generale Carlo Alberto dalla Chiesa, illazione motivata dalla retata di via Monte Nevoso, collegata proprio alla circostanza del citato smarrimento del borsello, un evento che poteva essere interpretato come un atto voluto. 
Di Lauro Azzolini parla anche Patrizio Peci nel suo Io, l'infame. Peci lo definisce capace, intelligente, ma anche vanitoso e sempre dedito a curare il proprio aspetto esteriore. Nelle BR legò particolarmente con Raffaele Fiore.

## Situazione attuale
Condannato a quattro ergastoli, ha avuto accesso al regime di semilibertà, grazie al quale svolge lavoro esterno al carcere a Milano.